# Килинги-Нымме
Ки́линги-Ны́мме (эст. Kilingi-Nõmme) — внутриволостной город на юго-западе Эстонии в уезде Пярнумаа. Административный центр волости Саарде. Расположен в 11 километрах от границы с Латвией.

## География
Через город протекает река Хумаласте, вытекающая из озера Саарде, расположенного в городской черте.

## Население

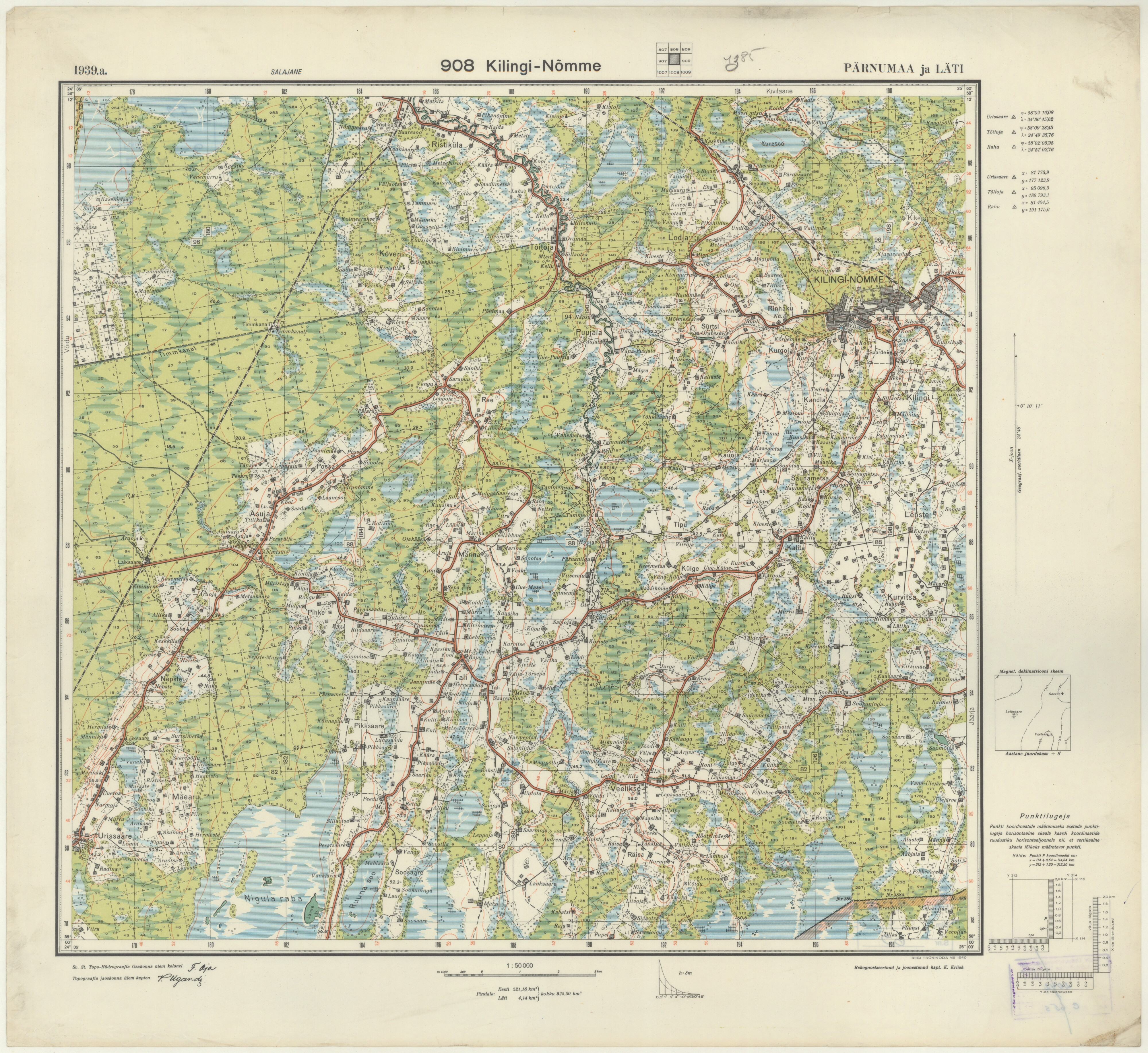
Топографическая карта окрестностей Килинги-Нымме, 1940 г.

По данным переписи населения 2011 года, в Килинги-Нымме проживали 1763 человека, из них 1725 (97,8 %) — эстонцы.
По данным переписи населения 2021 года, число жителей Килинги-Нымме составляло 1623 человека, из них 738 мужчин и 885 женщин; численность детей в возрасте до 17 лет составила 227 человек (14,0 %), число лиц пенсионного возраста (65 лет и старше) — 515 человек (31,7 %).
Численность населения Килинги-Нымме:

| Год  | 1900 | 1928   | 1934   | 1959   | 1970   | 1979   | 1989   | 2000   | 2011   | 2017   | 2018   | 2019   | 2020   | 2021   |
| ---- | ---- | ------ | ------ | ------ | ------ | ------ | ------ | ------ | ------ | ------ | ------ | ------ | ------ | ------ |
| Чел. | 500  | ↗ 1422 | ↗ 1663 | ↗ 2141 | ↗ 2319 | ↗ 2507 | ↘ 2504 | ↘ 2223 | ↘ 1763 | ↘ 1726 | ↘ 1671 | ↘ 1650 | ↘ 1634 | ↘ 1605 |

## История
Поселение было впервые упомянуто в 1560 году, когда была построена усадьба Овельгунн (также называемая Куркунд), принадлежащая семье остзейских немцев Шиллинг. В 1789 году в близлежащей усадьбе Нымме была открыта таверна. Отсюда и пошло название «Килинги-Нымме» (Килинги, полученное из фамилии Шиллинг). В 1870-х годах, когда большая часть усадьбы была передана православным верующим, поселение начало развиваться быстрее. Местная конгрегация была создана в 1845 году, а приходская школа — через три года. Тогда Килинги-Нымме был центром прилегающего прихода Саарде. После создания лесопильной, мукомольной и прядильной фабрики, Килинги-Нымме приобрел права города 1 мая 1938 года.
В 1940 году вошёл в состав СССР.
В ходе Великой Отечественной войны 7 июля 1941 года был оккупирован немецкими войсками.
Освобождён 25 сентября 1944 года войсками Ленинградского фронта в ходе Таллинской операции:
- 2-я ударная армия - часть сил 321-й стрелковой дивизии (полковник Чесноков Василий Константинович) 116-го стрелкового корпуса (генерал-майор Фетисов Фёдор Кузьмич).[9]

В 1950—1959 годах Килинги-Нымме был центром Килинги-Ныммеского района.
В 1896 году была построена узкоколейная железнодорожная линия Пярну—Мыйзакюла—Руиена—Валга, проходящая через город, поэтому в Килинги-Нымме была открыта станция. С 1975 по 1981 год узкоколейная дорога перешивалась на широкую колею 1520 мм, и магистраль Таллин—Пярну—Рига стала широколейной. После восстановления независимости Эстонии участок Пярну—Мыйзакюла—Руиена—Лимбажи—Ипики—Скулте, из-за слабого грузо- и пассажиропотока и плохой финансовой ситуации, в 2000-м году был закрыт, а в 2008 году полностью разобран. Железнодорожная станция Килинги—Нымме перестала существовать (но платформа и здание вокзала сохранились).

## Известные уроженцы
- Март Сийманн — эстонский государственный, политический и спортивный деятель.
- Антс Лаанеотс — эстонский генерал; с 2006 по 2011 годы — командующий Силами обороны Эстонии.
- Нееме Кунингас — эстонский дирижёр.
- Хелен Ваннари — эстонская актриса.
- Рейо Авасте — эстонский архитектор.
- Марие Рейсик — эстонский политик и борец за права женщин.

## Галерея

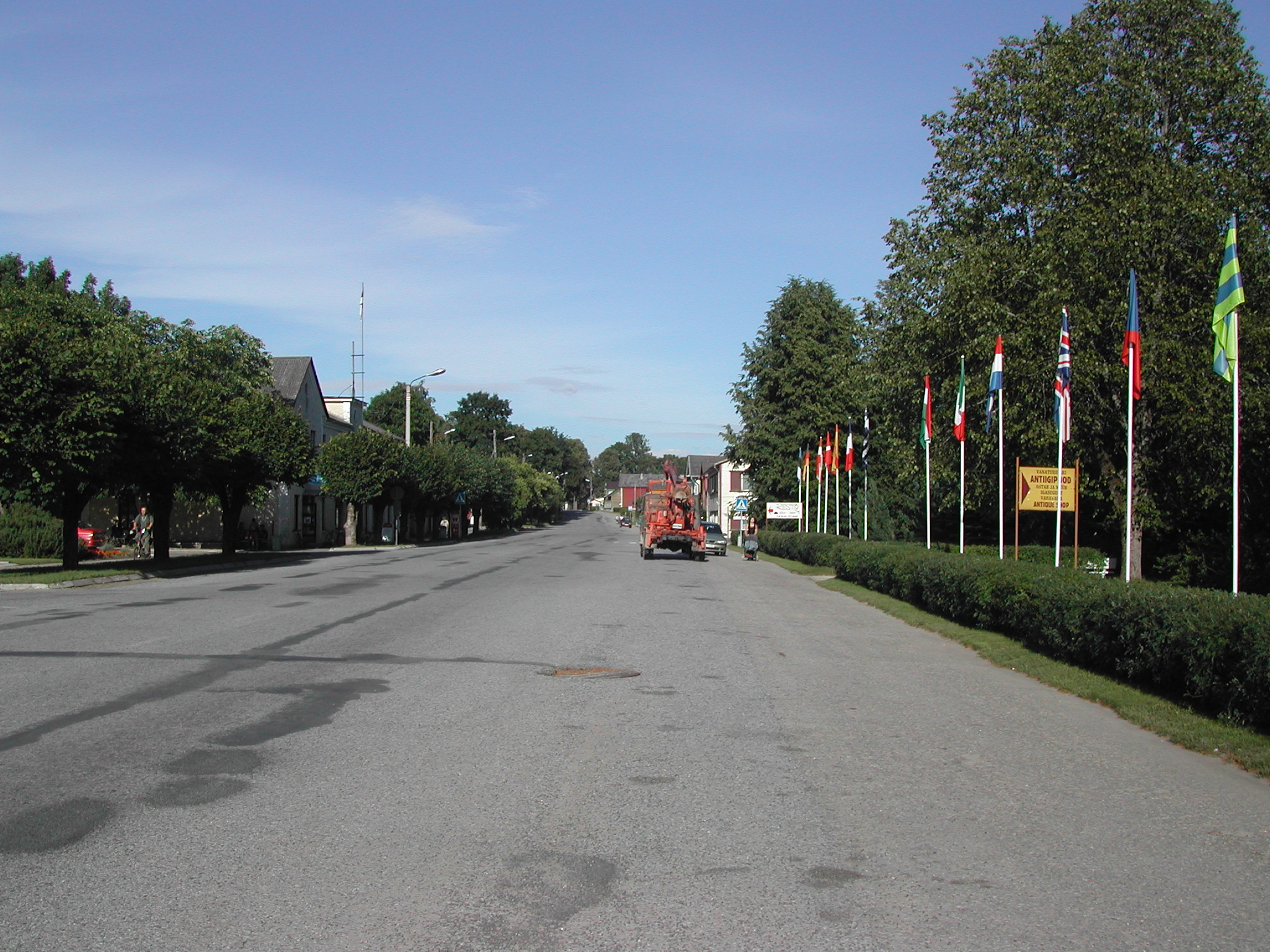
Центральная улица
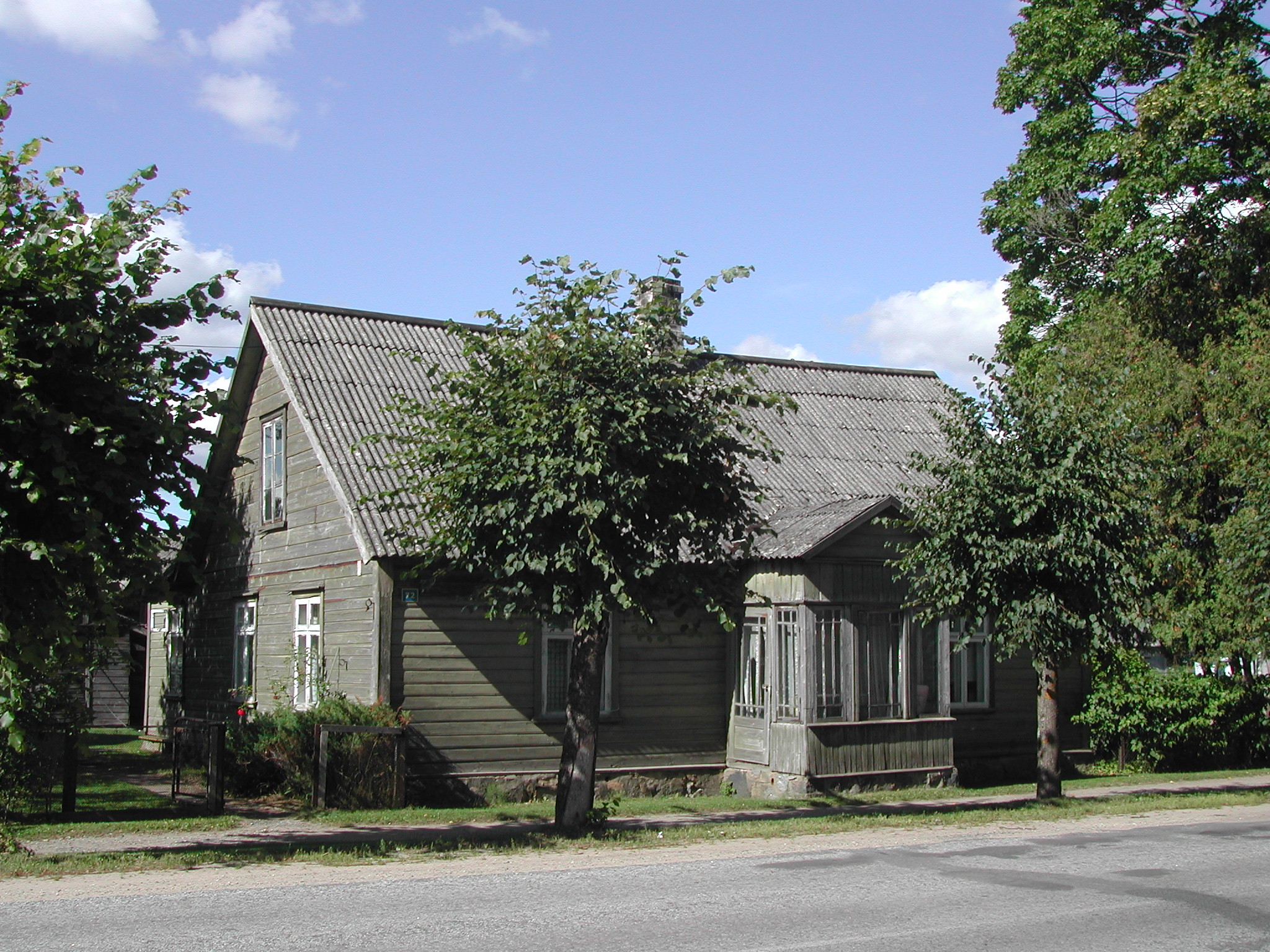
Деревянный дом
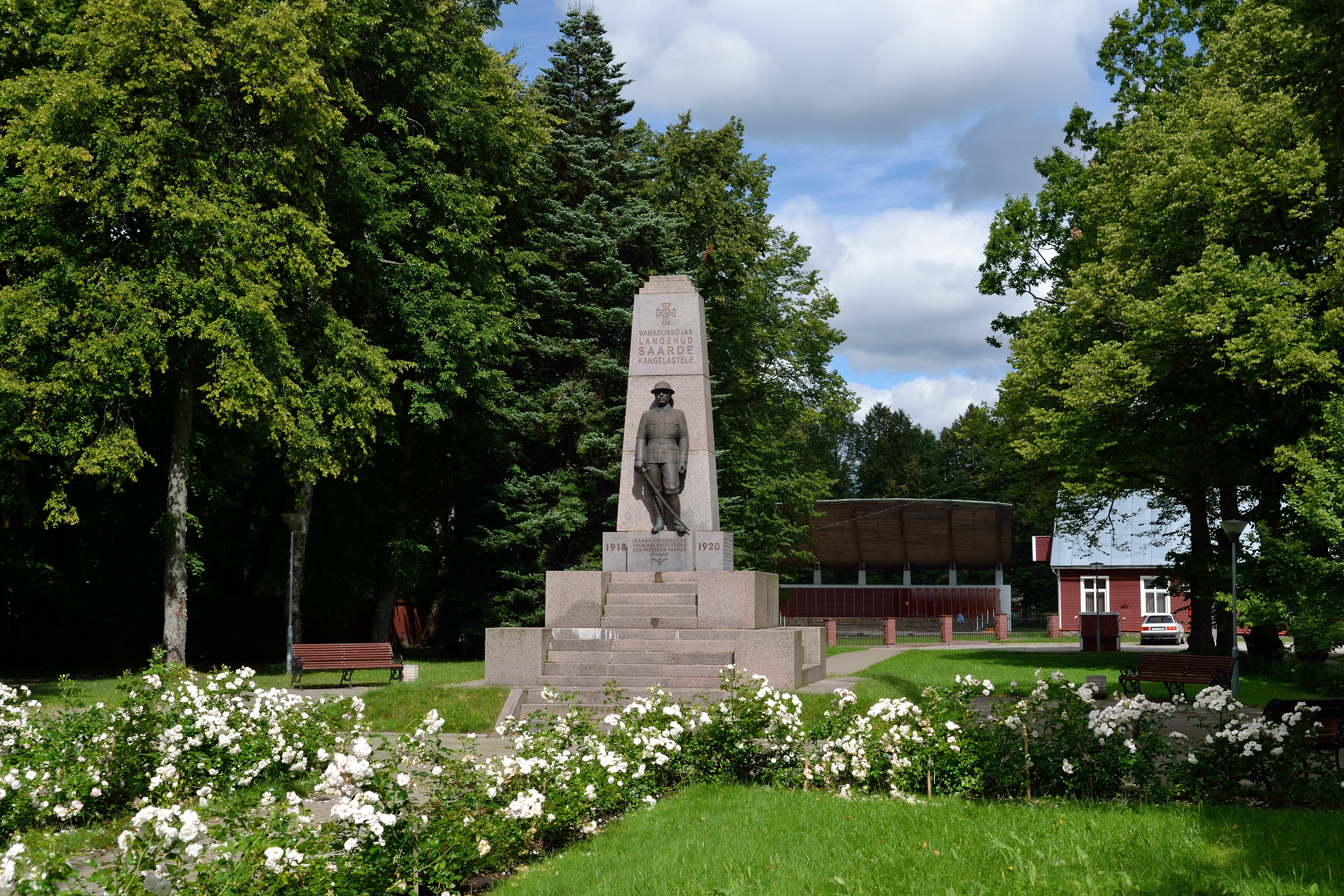
Памятник павшим в Освободительной войне
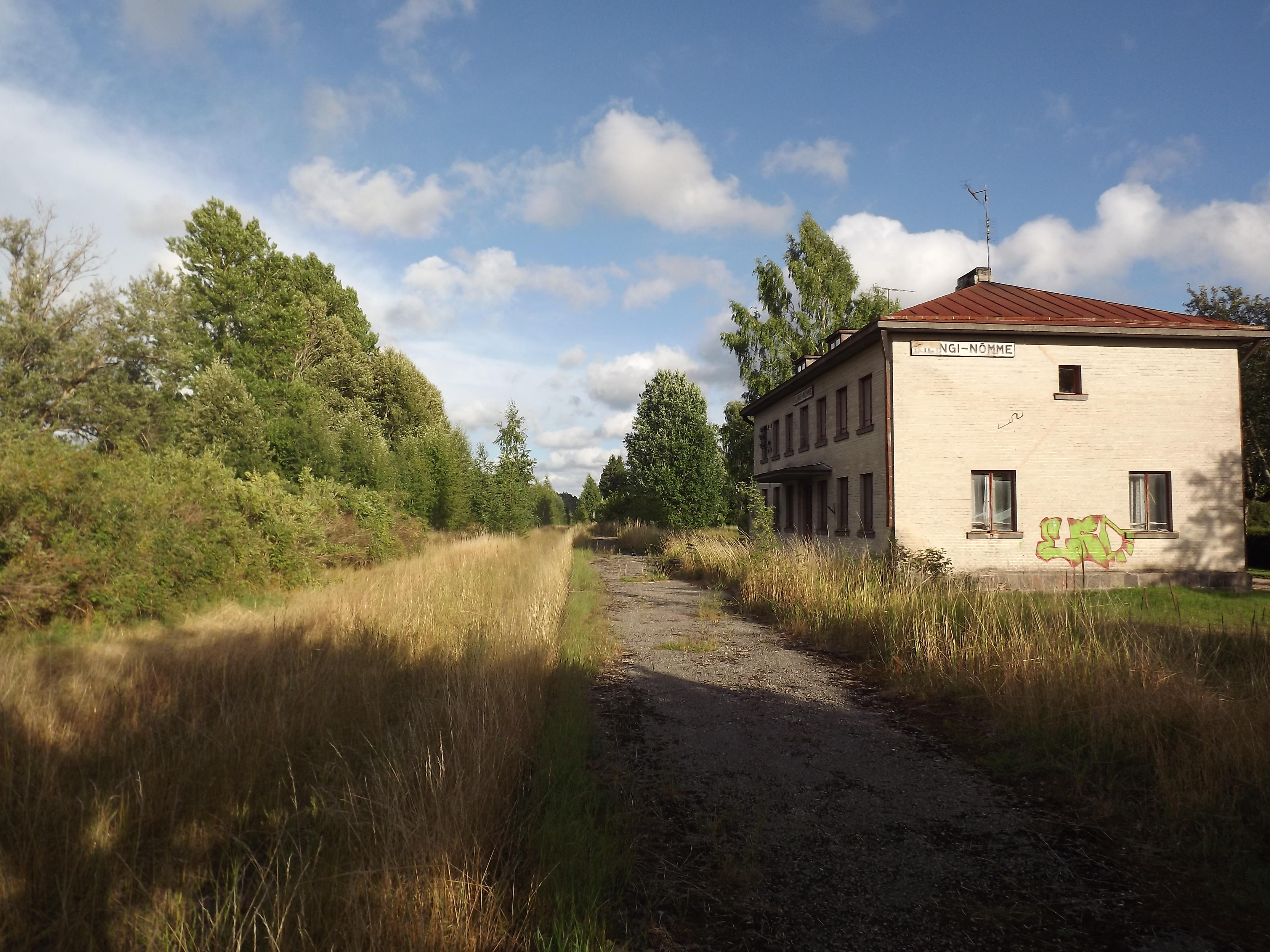
Старый железнодорожный вокзал